# Геодезична мережа

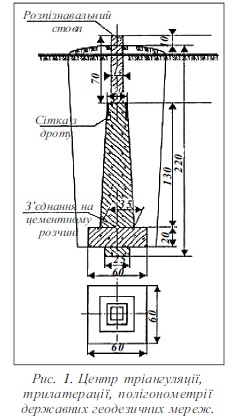

Геодези́чна мере́жа — сукупність пристроїв і (або) споруд для позначення на місцевості точок земної поверхні з відомими координатами і висотами. Такі споруди називаються геодезичними пунктами.
Пункти закріплюються на місцевості за допомогою геодезичних знаків. Планові координати пунктів геодезичної мережі визначаються методами тріангуляції, трилатерації, полігонометрії і їхнім поєднанням, а положення пунктів по висоті — способами геометричного чи тригонометричного нівелювання. Процес отримання даних про поверхню Землі методом аерофотозйомки або шляхом спостереження і вимірювань із космосу називається дистанційним зондуванням Землі.
Комплекс робіт, спрямованих на вивчення необхідних топографічних елементів місцевості щодо пунктів геодезичної мережі (зокрема меж земельних ділянок з їх найменуваннями, кількісними та якісними показниками) і нанесення їх на планшет для створення планів (карт), що служать основою для кадастрів називають кадастровими зйомками.
Державна геодезична мережа — мережа геодезичних пунктів, що забезпечує поширення координат на територію держави і є вихідною для створення інших геодезичних мереж.

## Основні вимоги щодо здійснення топографо-геодезичної і картографічної діяльності
Під час здійснення топографо-геодезичних, картографічних робіт повинні забезпечуватися:
- додержання вимог нормативно-технічної документації;
- впровадження прогресивних технологій і методів організації топографо-геодезичного і картографічного виробництва;
- розроблення, впровадження та організація програмного, технологічного і технічного забезпечення ефективного використання цифрових карт і геоінформаційних систем;
- виконання робіт методами і способами, безпечними для життя і здоров'я людей, стану довкілля та об'єктів, що мають історико-культурну цінність;
- графічне зображення на картах державних кордонів України та меж адміністративно-територіального устрою, а також кордонів іноземних держав та інших політико-адміністративних і географічних елементів;
- зберігання та облік топографо-геодезичних, картографічних, аерозйомочних і космічних матеріалів;
- систематичний аналіз державної астрономо-геодезичної основи на території України та відповідності картографічних матеріалів сучасному стану місцевості;
- виконання топографічних, картографічних, кадастрових зйомок та оновлення карт і планів, зйомок континентального шельфу та водних об'єктів в єдиній системі координат і висот.

## Геодезичні мережі згущення
ГЕОДЕЗИЧНІ МЕРЕЖІ ЗГУЩЕННЯ — геодезичні мережі, створювані як розвиток мереж більш високого класу. Г.м.з. розвиваються на основі пунктів державної геодезичної мережі шляхом переходу від загального до часткового (від вищого розряду до нижчого), збільшуючи щільність пунктів геодезичної мережі для створення можливості виконання зйомок великих масштабів і безпосереднього рішення маркшейдерських задач. При відсутності пунктів державної геодезичної мережі, якщо площа зйомки в масштабі 1:5000 не перевищує 500 км2 чи в масштабі 1:2000 не перевищує 100 км2, можна обмежитися створенням самостійної мережі згущення, що розвивається методами тріангуляції, трилатерації, полігонометрії. Г.м.з. (мережі місцевого значення) підрозділяються на тріангуляції 1-го і 2-го розрядів (по класифікації 1962 р.— аналітичні мережі 1-го і 2-го розрядів), трилатерації і полігонометрії 1-го і 2-го розрядів. Початковими пунктами для розвитку мереж згущення 1-го розряду служать пункти державної геодезичної мережі 1-4-го класів, а мереж 2-го розряду — пункти державної геодезичної мережі і мереж згущення 1-го розряду. Г.м.з, побудована для виробництва топографічної зйомки, називається знімальною геодезичною мережею.

### Геодезичні мережі згущення України
ГЕОДЕЗИЧНІ МЕРЕЖІ ЗГУЩЕННЯ УКРАЇНИ — мережі, що складаються з багатьох закріплених на земній поверхні пунктів, координати яких визначені в загальній для них системі координат. Геодезичні мережі України підрозділяються на державну геодезичну мережу, мережі згущення і знімальні мережі. Координати пунктів державної геодезичної мережі (I, II, III і IV класів) наводяться в каталогах у системах географічних і плоских прямокутних координат в проєкції Ґаусса в 6° зонах (див. Ґаусса проєкція). Для пунктів, розташованих у зоні перекриття, наводяться координати в основний і в сусідніх зонах; для мереж згущення і знімальних мереж даються тільки плоскі прямокутні координати.

## Прив'язка геодезичної мережі
Включення в створювану мережу елементів раніше прокладеної мережі як вихідну опору або з метою приєднання до неї. Прив'язка полігонометричного ходу полягає в тому, що одним або обома його кінцевими пунктами служать пункти раніше прокладеної мережі, на яких виміряються кути, утворені кінцевими сторонами ходу і сторонами раніше прокладеної мережі (прив'язка координатна й азимутальна). Прив'язка нівелірного ходу — включення в число точок ходу пункту прив'язки. Прив'язка тріангуляційної мережі здійснюється включенням у створювану мережу сторони раніше прокладеної мережі, причому на пунктах цієї сторони спостерігається не менш одного напрямку.